# Forsstroemia japonica
Forsstroemia japonica är en bladmossart som beskrevs av Jean Édouard Gabriel Narcisse Paris 1896. Forsstroemia japonica ingår i släktet Forsstroemia och familjen Leucodontaceae. Inga underarter finns listade i Catalogue of Life.